# Campionato nordamericano femminile di pallavolo 1979
Il VI campionato nordamericano femminile di pallavolo si è svolto nel 1979 a L'Avana, a Cuba. Al torneo hanno partecipato 7 squadre nazionali nordamericane e la vittoria finale è andata per la quarta volta consecutiva a Cuba.

## Classifica finale
| Classifica | Squadre         |
| ---------- | --------------- |
|            | Cuba            |
|            | Stati Uniti     |
|            | Messico         |
| 4          | Canada          |
| 5          | Rep. Dominicana |
| 6          | Bahamas         |
| 7          | Guatemala       |